# رونالد بروكس
رونالد بروكس (3 مارس 1899 في المملكة المتحدة - 14 أغسطس 1980) (بالإنجليزية: Ronald Brooks)‏ هو لاعب كريكت بريطاني.

## وصلات خارجية
- رونالد بروكس على موقع إي آس بي آن كريك إنفو (الإنجليزية)